# Julius Prochazka
Julius Prochazka (20. listopadu 1863 Vídeň – 9. května 1916 Vídeň) byl rakouský křesťansko sociální politik, na přelomu 19. a 20. století poslanec Říšské rady.

## Biografie
Jeho otec byl vojenským krejčím. Julius se vyučil obchodníkem. Angažoval se politicky v Křesťansko sociální straně Rakouska, v níž se profiloval jako odborník na sociální politiku. Patřil v tomto ohledu mezi hlavní rivaly a protivníky sociálně demokratického předáka Viktora Adlera. V roce 1898 se stal ředitelem nově založeného vídeňského městského úřadu pro zpostředkování práce. V letech 1902–1908 byl poslancem Dolnorakouského zemského sněmu.
Na konci 19. století se zapojil i do celostátní politiky. Ve volbách do Říšské rady roku 1897 získal mandát v Říšské radě (celostátní zákonodárný sbor) ve všeobecné kurii, 2. volební obvod: Vídeň, III.-IV. a X.-XI. okres. Za týž obvod uspěl i ve volbách do Říšské rady roku 1901. Mandát obhájil i ve volbách do Říšské rady roku 1907, konaných poprvé podle všeobecného a rovného volebního práva, za obvod Dolní Rakousy 7. Profesně byl k roku 1907 uváděn jako zemský poslanec a ředitel městského úřadu práce ve Vídni. Z hlediska klubové příslušnosti se k roku 1909 uvádí jako člen klubu Křesťansko-sociální sjednocení.